# Town House Galleria

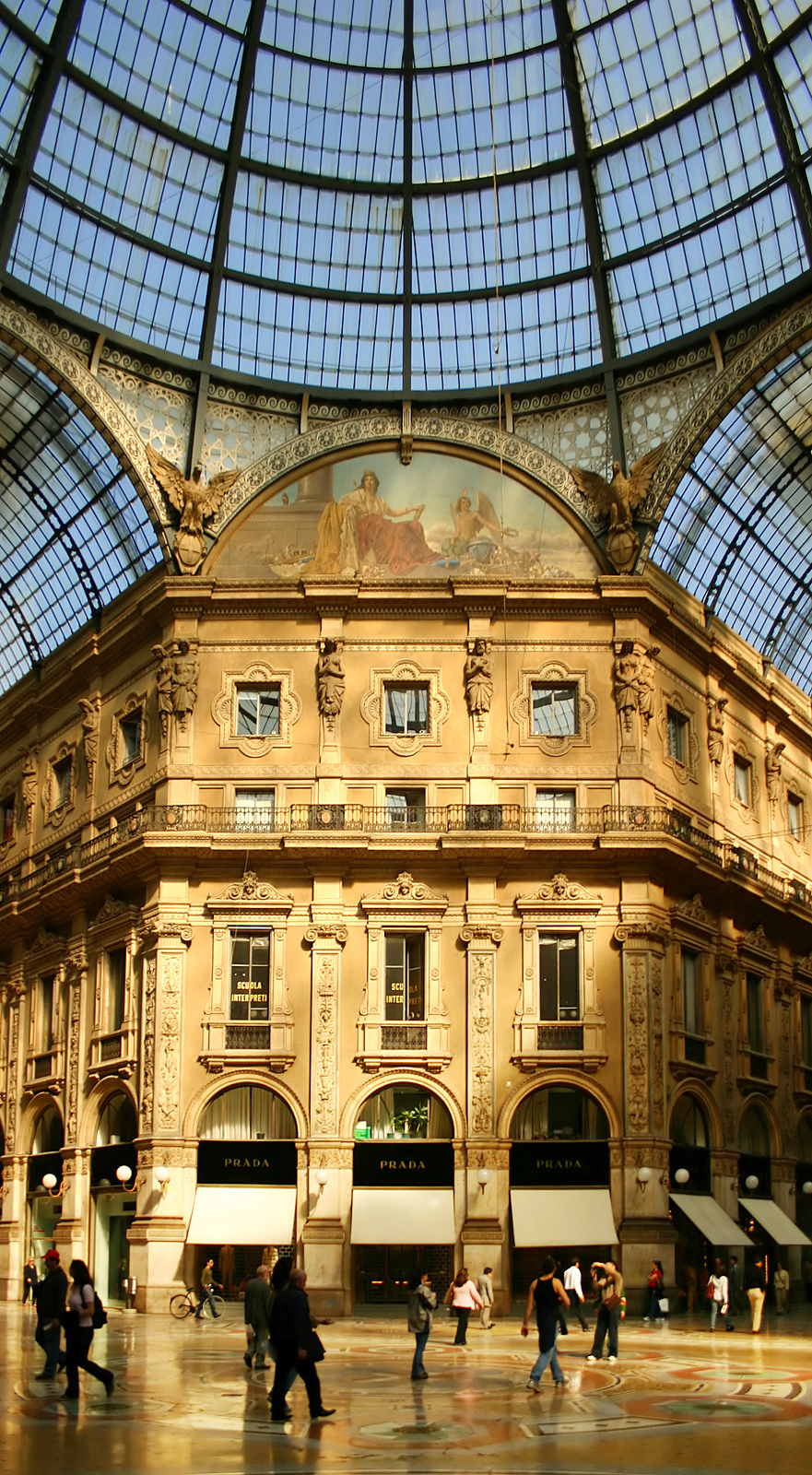
Das Hotel befindet sich in den mittleren zwei Stockwerken, direkt über dem Prada-Geschäft

Das Town House Galleria, heute  Seven Stars Galleria ist ein Luxushotel in Mailand. Das im März 2007 eröffnete Hotel befindet sich in der mondänen Einkaufspassage Galleria Vittorio Emanuele II, welche 1867 erbaut wurde.
Bei der Eröffnung hat es sich durch SGS Italy, geführt von Duilio Giacomelli, ein Sieben-Sterne-Zertifikat ausstellen lassen. Die Société Générale de Surveillance kennt ansonsten nur fünf Sterne in ihrer Hotelklassifizierung, und die Zertifizierung wurde nicht erneuert. Die sieben Sterne lassen das Hotel jedoch auf dem gleichen Niveau wie das Burj-al-Arab-Hotel in Dubai und dem Emirates Palace Hotel in Abu Dhabi erscheinen – zwei Hotels auf der Welt, die mit einem 7-Sterne-Status für sich werben, jedoch ohne Zertifizierung. Es wird allgemein als Fünf-Sterne-Hotel geführt. Das Hotel gehörte zeitweise zum Verbund The Leading Hotels of the World.
Das Hotel hat 25 Suiten, wobei jede anders eingerichtet ist. Für jeden Gast steht ein Butler zur Verfügung.